# Armoricaans Massief

Het Armoricaans Massief op een structureel-geologische kaart van het noorden van Frankrijk. Hercynische massieven zijn olijfkleurig.

Het Armoricaans Massief (genoemd naar de Keltische streek Armorica) is een geologisch massief dat het grootste gedeelte van Bretagne en delen van het westen van Normandië en noorden van Pays de la Loire beslaat. Hier dagzomen oude, Paleozoïsche en zelfs Proterozoïsche, meestal metamorfe gesteenten. Het massief grenst in het zuidoosten aan het Bekken van Parijs, in het zuidwesten aan de Golf van Biskaje en in het noorden aan het Kanaal.
De oudste gesteenten van het Armoricaans Massief zijn tijdens de Cadomische orogenese (rond 600 miljoen jaar geleden) gedeformeerd. Daaroverheen liggen discordant Paleozoïsche gesteenten die zijn afgezet in het Armoricaans Bekken en later werden gedeformeerd tijdens de Hercynische orogenese (rond 350 miljoen jaar geleden). Het Armoricaans Massief werd opgeheven als gevolg van het openen van de Golf van Biskaje tijdens het Vroeg-Krijt (vanaf 135 miljoen jaar geleden). De Golf van Biskaje is een asymmetrisch oceanisch bekken, de flanken van dit bekken kunnen als riftschouders beschouwd worden. De andere riftschouder is het Cantabrisch Gebergte, dat tegelijkertijd werd opgeheven.
Het Armoricaans Massief was onderdeel van het microcontinent Armorica, dat tijdens de Hercynische orogenese aan Noord-Europa vast kwam te liggen.